# International Superstar Soccer Pro 98
International Superstar Soccer Pro 98 (ufficialmente abbreviato in ISS Pro 98 e conosciuto in Giappone come Winning Eleven 3) è un videogioco calcistico sviluppato da Konami Computer Entertainment Tokyo e pubblicato esclusivamente per PlayStation.
La versione per Nintendo 64, intitolata International Superstar Soccer 98, è stata sviluppata da Konami Computer Entertainment Osaka e rappresenta un gioco differente.
Nella versione italiana in copertina sono raffigurati l'italiano Fabrizio Ravanelli e l'inglese Paul Ince. Un'altra versione europea della cover viene raffigurato il portiere tedesco Andreas Köpke al posto di Ince.

## Squadre
Il videogioco contiene in tutto 40 squadre nazionali + 1 Bonus.
- Germania
- Spagna
- Romania
- Inghilterra
- Francia
- Danimarca
- Italia
- Paesi Bassi
- Norvegia
- Svezia
- Croazia
- Jugoslavia
- Bulgaria
- Austria
- Portogallo
- Scozia
- Grecia
- Belgio
- Turchia
- Irlanda
- Irlanda del Nord
- Galles
- Marocco
- Tunisia
- Sudafrica
- Camerun
- Nigeria
- Messico
- Stati Uniti
- Giamaica
- Brasile
- Colombia
- Cile
- Argentina
- Paraguay
- Giappone
- Corea del Sud
- Arabia Saudita
- Iran
- Australia
- Classic All Star (Squadra bonus)

## Modalità di gioco
- Partita d'esibizione;
- Campionato: 16 squadre si sfidano in un girone unico;
- Coppa Internazionale: 32 squadre divise in 8 gironi (A-H); le prime due passano alla fase a eliminazione diretta;
- Coppa Konami: da 3 a 16 squadre si sfidano in un girone unico o in un torneo a eliminazione diretta;
- Coppa Europea: 16 squadre europee divise in 4 gironi (A-D); le prime due passano alla fase a eliminazione diretta
- Coppa Africana: le 5 squadre africane (Marocco, Tunisia, Sudafrica, Camerun, Nigeria) si sfidano in un torneo a eliminazione diretta;
- Coppa Nord Americana: le 3 squadre dell'America settentrionale (Messico, Stati Uniti e Giamaica) si sfidano in un torneo a eliminazione diretta;
- Coppa Sud Americana: le 5 squadre dell'America meridionale (Brasile, Colombia, Cile, Argentina e Paraguay) si sfidano in un torneo a eliminazione diretta;
- Coppa Asiatica: le 4 squadre asiatiche (Giappone, Corea del sud, Arabia Saudita, Iran) e la squadra dell'Oceania (Australia) si sfidano in un torneo a eliminazione diretta;
- Partita All-Star: i migliori giocatori d'Europa (European All Stars) sfidano i migliori giocatori del resto del mondo (World All Stars), come la partita evento giocata il 4 dicembre 1997 a Marsiglia;
- Sfida ai rigori;
- Allenamento.

## Recensioni versione PlayStation
- Ufficiale PlayStation Magazine: "Forse meno spettacolare di World Cup '98, ISS Pro '98 è destinato a diventare il gioco preferito degli appassionati di calcio grazie alla sua grande giocabilità." 9/10
- Next Station: "Come il primo ISS, ma meglio. Compratelo!." 95%